# 苏尔德瓦勒 (旧市镇)
苏尔德瓦勒（法語：Sourdeval，法語發音：[suʁdəval]）是法国芒什省的一个旧市镇，属于阿夫朗什区。2016年，苏尔德瓦勒与市镇旺容合并为新的苏尔德瓦勒。

## 地理
苏尔德瓦勒（48°43'24"N, 0°55'15"W）面积36.12 平方千米，位于法国诺曼底大区芒什省，该省份为法国西北部沿海省份，西、北、东北三面环大西洋，东起顺时针与卡爾瓦多斯省、奧恩省、马耶讷省和伊勒-维莱讷省接壤。
与苏尔德瓦勒接壤的市镇（或旧市镇、城区）包括：维尔诺曼底、绍略、圣克里斯托夫-德绍略、勒弗雷讷波雷、热尔、圣克莱芒-朗库德赖、谢朗塞勒鲁塞勒、布鲁安、博菲塞勒、加特莫、旺容。

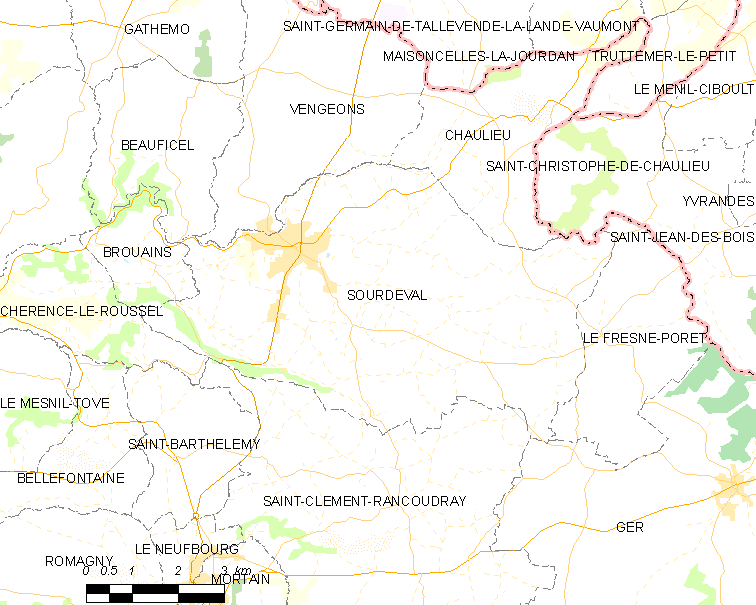
的OSM定位图

苏尔德瓦勒的时区为UTC+01:00、UTC+02:00（夏令时）。

## 行政
苏尔德瓦勒的邮政编码为50150，INSEE市镇编码为50582。

## 政治
苏尔德瓦勒所属的省级选区为勒莫尔泰奈县。

## 人口

1962-2008年间人口变化图示

苏尔德瓦勒于2018年1月1日时的人口数量为2716人。